# ラングレー空軍基地
ラングレー空軍基地（ラングレーくうぐんきち、英: Langley Air Force Base）は、バージニア州ハンプトンに位置するアメリカ空軍の基地である。アメリカ空軍の直接的な戦術戦闘航空戦力を統轄する航空戦闘軍団の司令部が所在している。2010年に近隣のアメリカ陸軍フォート・ユースティスと編合され、ラングレー・ユースティス統合基地の一部となった。

## 概要
1916年12月、アメリカ陸軍航空部飛行場として開設。アメリカ合衆国空軍が創設された1947年に移管され、現在に至る。基地名はアメリカの天文学者で、スミソニアン天体物理観測所を創設したサミュエル・ラングレー（Samuel Pierpont Langley, 1834年8月22日 – 1906年2月27日）にちなむ。1975年から第1戦闘航空団等が常駐している。
第1戦闘航空団は、アメリカ空軍で初めてF-22が実戦配備された部隊としても知られ、2006年には初陣として対テロ戦争におけるアメリカ合衆国防衛作戦「気高き鷲作戦」（Operation Noble Eagle）に参加している（配備されたのは2005年12月15日で、第27飛行隊と第94飛行隊の2つの部隊に配備された。また、2007年1月には第27飛行隊に所属するF-22A（12機）が沖縄県の嘉手納基地に暫定的に配備された）。
なお、第1戦闘航空団の第71飛行隊にはF-15C/Dが配備されており、こちらは2003年のイラク戦争における「イラクの自由作戦」でイラク空軍のミラージュF1を撃墜する戦果を挙げている。

## 所在部隊
第15空軍隷下
- 第1戦闘航空団（英語版）
  - 第1作戦群（英語版）
    - 第27戦闘飛行隊（英語版） - F-22A
    - 第94戦闘飛行隊（英語版） - F-22A
    - 第71戦闘訓練飛行隊（英語版） - T-38C
    - 第1作戦支援中隊

  - 第1整備群
- 第480情報・監視・偵察航空団（英語版）
  - 第497情報・監視・偵察群（英語版）
    - 第10情報中隊（英語版）
    - 第30情報中隊（英語版）
    - 第45情報中隊
    - 第497作戦支援中隊
- 第633基地航空団（英語版）
  - 第633支援群[3]
  - 第633医療群[3]
  - 第633任務支援群[3]

バージニア空軍州兵隷下
- 第192戦闘航空団（英語版）
  - 第192作戦群[4]
    - 第149戦闘飛行隊（英語版） - F-22A
    - 第192作戦支援中隊
    - 第192情報中隊
    - 第185サイバー空間作戦中隊
    - 第200気象小隊

  - 第192整備群[5]
    - 第192航空機整備中隊
    - 第192整備中隊

  - 第192医療群[6]
    - 第1分遣隊
    - 州兵医療班

  - 第192任務支援群[7]
    - 第192支援中隊
    - 第192警備中隊
    - 第203レッドホース中隊